# Décès en juillet 1997
Décès
- 1993
- 1994
- 1995
- 1996
- 1997
- 1998
- 1999
- 2000
- 2001

Pour une information complémentaire, voir la page d'aide.

| Date        | Nom                          | Activités                                                            | Âge | Source |
| ----------- | ---------------------------- | -------------------------------------------------------------------- | --- | ------ |
| 1er juillet | Gerd Wiltfang                | cavalier allemand                                                    | ?   |        |
| 1er juillet | Charles Werner               | caricaturiste américain                                              | 88  |        |
| 1er juillet | Robert Mitchum               | acteur américain                                                     | 79  |        |
| 1er juillet | Joyce Anne Marriott          | poète canadienne                                                     | ?   |        |
| 1er juillet | Joshua Abraham Hassan        | ancien premier ministre de Gibraltar                                 | 72  |        |
| 1er juillet | Annie Fratellini             | clownesse française                                                  | 64  |        |
| 2 juillet   | James Stewart                | acteur américain                                                     | 89  |        |
| 3 juillet   | John Zachary Young           | zoologiste britannique                                               | 90  |        |
| 3 juillet   | Miguel Najdorf               | grand maître d’échecs argentin                                       | 87  |        |
| 3 juillet   | Charles Bishop Kuralt        | journaliste américain                                                | 62  |        |
| 3 juillet   | Stanley Stanczyk             | haltérophile américain                                               | ?   |        |
| 3 juillet   | Florence Maslow              | danseuse américaine                                                  | 86  |        |
| 3 juillet   | Jean-Louis Funck-Brentano    | médecin néphrologue français                                         | 72  |        |
| 3 juillet   | Natalia Dumitresco           | peintre d'origine roumaine naturalisée française                     | 81  |        |
| 3 juillet   | Johnny Copeland              | chanteur et guitariste de blues américain                            | 60  |        |
| 3 juillet   | André Brien                  | évêque français                                                      | 85  |        |
| 3 juillet   | André Bouler                 | peintre français                                                     | 73  |        |
| 4 juillet   | Paul Barberot                | homme politique français                                             | ?   |        |
| 5 juillet   | Jeanne Grisé Allard          | écrivain québécoise                                                  | 95  |        |
| 6 juillet   | Maurice Montet               | peintre français                                                     | 92  |        |
| 6 juillet   | Jean-Marie Domenach          | écrivain et journaliste français                                     | 75  |        |
| 6 juillet   | Dorothy Chandler             | philanthrope américaine                                              | 96  |        |
| 6 juillet   | Joël Bonnemaison             | géographe français                                                   | 57  |        |
| 7 juillet   | Philippe Robert              | comédien et homme de radio québécois                                 | 78  |        |
| 7 juillet   | Mumeo Oku                    | politicienne japonaise                                               | 101 |        |
| 7 juillet   | Henri Morny                  | homme d’affaires français                                            | ?   |        |
| 7 juillet   | Ivo Fleischmann              | écrivain français                                                    | 76  |        |
| 7 juillet   | Jerry Doggett                | journaliste sportif américain                                        | 80  |        |
| 7 juillet   | Alphonse De Winter           | footballeur belge                                                    | 88  |        |
| 7 juillet   | Mate Boban                   | homme politique yougoslave puis bosnien                              | 57  |        |
| 8 juillet   | Ivor John Allchurch          | footballeur britannique                                              | 67  |        |
| 8 juillet   | Tony Thomas                  | historien du cinéma américain                                        | 69  |        |
| 8 juillet   | Charles P. B. Taylor (en)    | journaliste et auteur canadien                                       | 62  |        |
| 8 juillet   | Georges Gay                  | coureur cycliste français                                            | 72  |        |
| 8 juillet   | Dick van Dijk                | footballeur international néerlandais                                | 51  |        |
| 9 juillet   | Jiang Qisheng                | photographe chinois                                                  | ?   |        |
| 9 juillet   | Aurelio González             | footballeur uruguayen                                                | 91  |        |
| 9 juillet   | Carol Forman                 | actrice américaine                                                   | 78  |        |
| 9 juillet   | Alexander Cordell            | romancier britannique                                                | 82  |        |
| 10 juillet  | Ivor Allchurch               | footballeur international gallois                                    | 67  |        |
| 10 juillet  | Abe Okpik                    | militant de la communauté inuit du Canada                            | 68  |        |
| 10 juillet  | François Furet               | historien français                                                   | 75  |        |
| 10 juillet  | Simo Drjlaca                 | ancien chef de police serbe                                          | ?   |        |
| 11 juillet  | Lina Narducci                | professeur de chant québécoise                                       | 82  |        |
| 11 juillet  | John Sturrock                | skipper australien                                                   | ?   |        |
| 11 juillet  | Edward Lasker                | producteur américain                                                 | 85  |        |
| 11 juillet  | Joseph John Hauser           | joueur de baseball américain                                         | 98  |        |
| 11 juillet  | Jean-Pierre Escande          | écrivain français                                                    | 69  |        |
| 11 juillet  | Carl Dolmetsch               | musicien britannique                                                 | 85  |        |
| 12 juillet  | Garfield Edward John Barwick | avocat et homme politique australien                                 | 94  |        |
| 12 juillet  | Douglas Huebler              | artiste visuel américain                                             | ?   |        |
| 13 juillet  | Alf Tveten                   | skipper norvégien                                                    | ?   |        |
| 13 juillet  | Stuart Jewell                | documentariste américain                                             | 84  |        |
| 13 juillet  | Alexandra Danilova           | ballerine russe                                                      | 93  |        |
| 13 juillet  | Miguel Angel Blanco          | politicien espagnol                                                  | ?   |        |
| 14 juillet  | Heinrich Karl Erben          | paléontologue allemand                                               | 76  |        |
| 14 juillet  | Gerda Christian              | secrétaire personnelle d’Adolf Hitler                                | 83  |        |
| 14 juillet  | Henri Lestradet              | médecin diabétologue français                                        | 76  |        |
| 14 juillet  | Kressman Taylor              | romancière américaine                                                | 94  |        |
| 15 juillet  | Gianni Versace               | designer italien                                                     | 50  |        |
| 15 juillet  | Justinas Lagunavičius        | basketteur soviétique                                                | 72  |        |
| 16 juillet  | William Henry Reynolds       | chef monteur américain                                               | 87  |        |
| 16 juillet  | Dora Maar                    | photographe et peintre française, compagne de Pablo Picasso          | 89  |        |
| 17 juillet  | Robert C. Weaver             | homme politique américain                                            | 88  |        |
| 17 juillet  | Arthur Jepson                | joueur de cricket et de football britannique                         | 82  |        |
| 17 juillet  | René-Jean Dupuy              | juriste français                                                     | ?   |        |
| 18 juillet  | Eugene Shoemaker             | astrophysicien américain                                             | 69  |        |
| 18 juillet  | François Grussenmeyer        | ancien député français                                               | 79  |        |
| 18 juillet  | James Goldsmith              | homme d'affaires, homme politique et milliardaire franco-britannique | 64  |        |
| 19 juillet  | Maurice Roche                | écrivain français                                                    | 72  |        |
| 19 juillet  | Penn Sovann                  | ancien premier ministre vietnamien                                   | ?   |        |
| 19 juillet  | Alan Mixon                   | acteur américain                                                     | 64  |        |
| 19 juillet  | Hec Gervais                  | lutteur canadien                                                     | 63  |        |
| 20 juillet  | Linda Stirling               | actrice américaine                                                   | 75  |        |
| 20 juillet  | Drummond Hoyle Matthews      | astrophysicien britannique                                           | 66  |        |
| 20 juillet  | Philippe Gavardin            | directeur français des éditions discographiques Le Chant du Monde    | 52  |        |
| 20 juillet  | Louis-Émile Galey            | responsable du cinéma français sous Vichy                            | ?   |        |
| 20 juillet  | Alf Eugen                    | skieur américain                                                     | ?   |        |
| 20 juillet  | Jakob Bächtold               | ingénieur et politicien suisse                                       | ?   |        |
| 20 juillet  | Ai Zisheng                   | ancien ministre chinois                                              | 68  |        |
| 21 juillet  | Lynn Root                    | dramaturge américain                                                 | 92  |        |
| 21 juillet  | Dungkar Lobsang Trinley      | historien tibétain                                                   | 70  |        |
| 22 juillet  | Antar Zouabri                | terroriste algérien                                                  | 26  |        |
| 22 juillet  | János Mogyorósi-Klencs       | gymnaste hongrois                                                    | ?   |        |
| 22 juillet  | Jean-Jacques Herbulot        | architecte français                                                  | 88  |        |
| 22 juillet  | Vincent Hanna                | homme de télévision britannique                                      | 57  |        |
| 23 juillet  | Chuhei Nambu                 | athlète japonais                                                     | ?   |        |
| 23 juillet  | Simon Pierre Tchoungui       | médecin et homme d'État camerounais                                  | 80  |        |
| 24 juillet  | Bill Shine                   | acteur britannique                                                   | 86  |        |
| 24 juillet  | Saw Maung                    | homme d’état birman                                                  | 68  |        |
| 24 juillet  | Elio Revé                    | chef d’orchestre cubain                                              | 67  |        |
| 24 juillet  | Frank Parker                 | joueur de tennis américain                                           | 81  |        |
| 24 juillet  | Brian Glover                 | acteur et scénariste britannique                                     | 63  |        |
| 24 juillet  | Andrew Cunanan               | criminel américain, assassin de Gianni Versace                       | 27  |        |
| 24 juillet  | William Brennan              | juge américain                                                       | 91  |        |
| 25 juillet  | Matiu Rata                   | politicien maori néo-zélandais                                       | 63  |        |
| 25 juillet  | William Ben Hogan            | golfeur américain                                                    | 84  |        |
| 25 juillet  | Marthe Lapointe Charlebois   | chanteuse d’opérette québécoise                                      | 90  |        |
| 26 juillet  | Denis Small                  | maréchal de l’air britannique                                        | 78  |        |
| 26 juillet  | Kunihiko Kodaira             | mathématicien japonais                                               | 82  |        |
| 26 juillet  | Jaime Milans del Bosch       | général espagnol                                                     | 82  |        |
| 26 juillet  | Peter Ashmore                | directeur de théâtre britannique                                     | 81  |        |
| 27 juillet  | Édouard Will                 | écrivain français                                                    | 77  |        |
| 27 juillet  | Vincent Daniel Roth          | arachnologiste américain                                             | 73  |        |
| 27 juillet  | Heinrich Liebe               | commandant de U-Boot allemand                                        | 89  |        |
| 27 juillet  | Muhammad Mahdi al-Juwahari   | poète irakien                                                        | 98  |        |
| 27 juillet  | Raymond Allen Johnston       | caricaturiste britannique                                            | 70  |        |
| 27 juillet  | André Giraud                 | ancien ministre français                                             | 72  |        |
| 28 juillet  | Seni Pramoj                  | homme d’état thaïlandais                                             | 92  |        |
| 28 juillet  | Nicholas Doclin              | réalisateur québécois                                                | 72  |        |
| 28 juillet  | Rosalie Crutchley            | actrice américaine                                                   | 77  |        |
| 28 juillet  | Chen Daisun                  | économiste chinois                                                   | 97  |        |
| 28 juillet  | Heikki Alikoshi              | astronome finlandais                                                 | ?   |        |
| 29 juillet  | Chuck Wayne                  | guitariste américain                                                 | 74  |        |
| 29 juillet  | Alexander Archer             | joueur de hockey britannique                                         | ?   |        |
| 30 juillet  | Johnny Farago                | chanteur québécois                                                   | 53  |        |
| 30 juillet  | Robert Bryce                 | haut fonctionnaire canadien                                          | 87  |        |
| 31 juillet  | Frans Schoubben              | coureur cycliste belge                                               | 63  |        |
| 31 juillet  | Bao Dai                      | dernier empereur d'Annam                                             | 83  |        |